# Better Watch Out
Better Watch Out (Safe Neighborhood), titulada Mejor Ten Cuidado en Hispanoamérica y Cuidado con los extraños en España, es una película de horror psicológica australiana-estadounidense de 2016, dirigida por Chris Peckover y escrita por Zack Kahn y Peckover. Protagonizada por Olivia DeJonge, Levi Miller y Ed Oxenbould.

## Argumento
En Navidad, Ashley, de 17 años, está cuidando al precoz Luke Lerner, de 12 años. Luke tiene sentimientos románticos por Ashley e intenta, sin éxito, seducirla mientras ven una película de terror. Extraños sucesos en el exterior ponen a Ashley al límite, pero al final parece ser solo el mejor amigo de Luke, Garrett, quien ha llegado de visita. Al escuchar una ventana romperse en el piso de arriba, el trío encuentra un ladrillo con la inscripción "si sales, mueres". Garrett entra en pánico y sale corriendo por la puerta trasera, pero aparentemente es asesinado por un tirador desconocido.
Asombrados, Ashley y Luke corren escaleras arriba y se esconden en el ático. Ashley casi se rompe el cuello por una caída, pero Luke la atrapa. Después de que corren a la habitación de Luke y se esconden en su armario, un intruso enmascarado armado con una escopeta entra. Ashley reconoce la máscara como una de Luke y se la quita al intruso, revelando a Garrett. Ashley se da cuenta de que Luke esperaba seducirla asustándola. Enojada, Ashley le grita a Luke, llamándolo loco y diciendo que necesita terapia e intenta irse. Luke sigue detrás de Ashley y una vez en la parte superior de la escalera, Luke la abofetea, haciéndola caer por las escaleras y quedar inconsciente.
Luke ata a Ashley con cinta adhesiva, obligándola a jugar a verdad o reto. Su novio Ricky llega a la casa después de recibir un mensaje de texto enviado por Ashley antes. Cuando Ricky no encuentra a Ashley, se da cuenta de que algo anda mal. Luke intenta noquearlo pero falla. Después de casi matar a Luke, Ricky es amenazado por Garrett con la escopeta. Luke golpea a Ricky y lo atan junto a Ashley.
Mientras Ashley usa un fragmento de vidrio para liberarse, Luke intenta mostrarle a Garrett lo que sucede si realmente golpeas a alguien en la cabeza con una lata de pintura balanceándose, basado en una escena de la película Solo en Casa. Luke intenta demostrarlo con Ricky pero falla en el primer swing. Ashley se libera y amenaza a Luke con una pistola. Luke suelta la lata de pintura, que golpea y mata a Ricky. Cuando Ashley se da cuenta de que el arma está vacía, intenta escapar hacia un grupo de villancicos afuera. Luke usa el ladrillo arrojado a través de la ventana del piso de arriba para noquearla nuevamente antes de que pueda alertarlos. 
Luke llama al exnovio de Ashley, Jeremy, alegando que ella quiere que él escriba una carta de disculpa. Mientras Jeremy lo hace, Luke lo cuelga de un árbol, haciendo que la disculpa parezca una nota de suicidio. Garrett cambia de opinión y comienza a liberar a Ashley, pero es asesinado por Luke. Luke apuñala a Ashley en el cuello y prepara la escena para incriminar a Jeremy. Más tarde, se acuesta y espera el regreso de sus padres, quienes se comunican con la policía. Ashley sobrevive, después de haber colocado cinta adhesiva sobre la herida de arma blanca para detener el sangrado. Luke observa desde la ventana de su habitación mientras Ashley le hace una seña con el dedo medio antes de que la lleven a la ambulancia. Sin embargo, la película continua después de los primeros créditos con Luke pidiéndole a su madre ir al hospital a visitar a Ashley.

## Reparto
- Olivia DeJonge - Ashley
- Levi Miller - Luke Lerner
- Ed Oxenbould - Garrett
- Aleks Mikic -Ricky
- Dacre Montgomery - Jeremy
- Patrick Warburton - Robert Lerner
- Virginia Madsen - Deandra Lerner